# Bellator 240
Bellator 240 (conosciuto anche come Bellator Dublin/Bellator 240) è stato un evento di arti marziali miste tenuto dalla Bellator MMA il 22 febbraio 2020 alla 3Arena di Dublino in Irlanda.

## Risultati
|                      | Divisione              |                      |                      |                      | Metodo                                      | Round                | Tempo                | Premio               |
| Bellator Dublin Card | Bellator Dublin Card   | Bellator Dublin Card | Bellator Dublin Card | Bellator Dublin Card | Bellator Dublin Card                        | Bellator Dublin Card | Bellator Dublin Card | Bellator Dublin Card |
| -------------------- | ---------------------- | -------------------- | -------------------- | -------------------- | ------------------------------------------- | -------------------- | -------------------- | -------------------- |
|                      | Pesi piuma femminili   | Leah McCourt         | batte                | Judith Ruis          | Decisione unanime (29-28, 29-28, 30-27)     | 3                    | 5:00                 |                      |
|                      | Pesi medi              | Charlie Ward         | batte                | Kyle Kurtz           | KO tecnico (pugni)                          | 3                    | 4:24                 |                      |
|                      | Pesi welter            | Austin Clem          | batte                | Aaron Chalmers       | KO tecnico (pugni e calci)                  | 1                    | 3:08                 |                      |
| Bellator 240 Card    |                        |                      |                      |                      |                                             |                      |                      |                      |
|                      | Pesi leggeri           | Brent Primus         | batte                | Chris Bungard        | Sottomissione (Neck crank)                  | 1                    | 1:55                 |                      |
|                      | Catchweight (160 lbs.) | Kiefer Crosbie       | batte                | Iamik Furtado        | Decisione non unanime (29-28, 28-29, 29-28) | 3                    | 5:00                 |                      |
|                      | Pesi mosca femminili   | Bec Rawlings         | batte                | Elina Kallionidou    | Decisione unanime (30-27, 30-27, 29-28)     | 3                    | 5:00                 |                      |
|                      | Pesi piuma             | Ricky Bandejas       | batte                | Frans Mlambo         | KO (pugni)                                  | 2                    | 1:25                 |                      |
|                      | Pesi welter            | Oliver Enkamp        | batte                | Lewis Long           | KO (spinning back fist)                     | 1                    | 4:10                 |                      |
| Card Preliminare     |                        |                      |                      |                      |                                             |                      |                      |                      |
|                      | Catchweight (180 lbs.) | George Hardwick      | batte                | Richard Kiely        | Sottomissione (guillotine choke)            | 2                    | 3:40                 |                      |
|                      | Pesi leggeri           | Georgi Karakhanyan   | batte                | Paul Redmond         | Sottomissione (guillotine choke)            | 2                    | 0:42                 |                      |
|                      | Pesi paglia femminili  | Danni Neilan         | batte                | Chiara Penco         | Decisione unanime (30-27, 30-27, 29-28)     | 3                    | 5:00                 |                      |
|                      | Pesi piuma             | Alberth Dias         | batte                | Richie Smullen       | Decisione non unanime (29-28, 28-29, 29-28) | 3                    | 5:00                 |                      |
|                      | Pesi medi              | Will Fleury          | batte                | Justin Moore         | Sottomissione (arm-triangle choke)          | 1                    | 4:14                 |                      |
|                      | Pesi leggeri           | Christopher Duncan   | batte                | Mateusz Piskorz      | KO tecnico (pugni)                          | 2                    | 2:43                 |                      |
|                      | Pesi piuma             | Calum Murrie         | batte                | Dylan Logan          | Sottomissione (rear-naked choke)            | 1                    | 4:02                 |                      |
|                      | Pesi mosca             | Blaine O'Driscoll    | batte                | Ezzoubair Bouarsa    | KO tecnico (pugni)                          | 1                    | 4:12                 |                      |
|                      | Pesi piuma             | Ciaran Clarke        | batte                | Jamie Faulding       | Decisione unanime (30-26, 30-26, 29-27)     | 3                    | 5:00                 |                      |
|                      | Pesi leggeri           | Constantin Blanita   | batte                | Asael Adjoudj        | Decisione non unanime (29-28, 28-29, 29-28) | 3                    | 5:00                 |                      |
| Card Postliminare    |                        |                      |                      |                      |                                             |                      |                      |                      |
|                      | Pesi piuma             | Ilias Bulaid         | batte                | Diego Freitas        | Decisione unanime (30-27, 30-27, 30-27)     | 3                    | 5:00                 |                      |